# Jean Stablinski
Jean Stablinski, właściwie Jean Stablewski (ur. 21 maja 1932 w Thun-Saint-Amand, zm. 22 lipca 2007 w Lille) – francuski kolarz szosowy polskiego pochodzenia, złoty medalista mistrzostw świata i zwycięzca Vuelta a España.

## Kariera
Urodził się w rodzinie polskich emigrantów na północy Francji. Jeszcze jako dziecko, tuż po śmierci ojca, podjął pracę w kopalni. W 1947 roku rozpoczął swoją karierę sportową, podejmując treningi kolarskie, a pięć lat później awansował do grupy tzw. zawodników niezależnych, co umożliwiło mu starty w wyścigach dla zawodowców. Od 1948 roku posiadał obywatelstwo francuskie.
Pierwszym dużym sukcesem Stablinskiego był start w Wyścigu Pokoju w 1952 r., gdzie w barwach drużyny Polonii francuskiej, wygrał dwa etapy wyścigu, a przez cztery jechał w żółtej koszulce lidera.
W czasie swojej kariery dwanaście razy uczestniczył w Tour de France wygrywając pięć etapów, kilkakrotnie startował w Giro d’Italia, a w 1958 roku zwyciężył w Vuelta a España. Był czterokrotnym zdobywcą tytułu mistrza Francji oraz triumfatorem pierwszej w historii edycji klasycznego wyścigu Amstel Gold Race w 1966 roku, rozegranej na trasie długości 302 km. W 1962 roku zdobył złoty medal w wyścigu ze startu wspólnego podczas mistrzostw świata w Salò. W zawodach tych wyprzedził bezpośrednio Irlandczyka Seamusa Elliotta oraz Belga Josa Hoevenaersa.
Wygrał też między innymi Paryż-Bourges w 1954 roku, Paryż-Valenciennes w 1955 roku, Tour de Picardie i Grand Prix de Fourmies w 1957 roku, Genua-Nicea w 1960 roku, Paryż-Bruksela w 1963 roku, Dookoła Belgii, Grosser Preis des Kantons Aargau, Eschborn-Frankfurt City Loop i Paryż-Luksemburg w 1965 roku, a trzy lata później był najlepszy w Grand Prix de Denain.
Po zakończeniu czynnej kariery sportowej był dyrektorem sportowym francuskich grup kolarskich.